# スコップ団
一般財団法人スコップ団（すこっぷだん、別表記SCHOP DAN、英語表記TEAM SHOVEL）は、宮城県を中心に活動する、人助けの支援を行う集団（ボランティアという考えは持たない）である。

## 概要
スコップ団は団長、平了により2011年4月に、東日本大震災の津波で死亡した知人宅を掃除することから始まった。 

ブログを通じて日本全国から有志を募り「人助けに理由はいらねぇ。」（"An act of kindness does not need the reason."）の合言葉の元、毎週末に主に山元町、山下駅に集い、徹底した泥かき活動を行った。

被災地の中には「津波避難指示区域」とされて、ボランティアセンターなどからの公式なボランティア派遣がされない区域があったため、「友達の家を片付けるのだったらボランティアである必要はない。」として、ボランティア団体ではなく、有志の「人助け」集団として立ち上がった。

上記の様にボランティア活動とは違うという意味合いから「ありがとう」や「すみません」といった言葉を求めることを嫌い、「お互い様」（「お互いSUMMER！」）と、同等の立場での挨拶をすることをモットーとする。

スコップ団団員は、2012年7月現在、日本国内で5000名を超えており、活動の範囲もあらゆる自然災害の救援活動へと広がっている。

2012年7月より一般財団法人となった。

自分たちの活動をボランティアと呼ばない理由を2013.2.28より更に変更、「生きていく時間の中に【親切にする】は入っていて当たり前だからだよ。オンとオフではないんだよ。ただ、風が吹くように生きる。それに名前をつけてはいけない気がするからです。」とブログの中で語っている。

## 運営
元は2011年3月11日に起こった東日本大震災で発生した津波による家屋への土砂や瓦礫を掻き出す非営利の組織として結成された。

活動資金はスコップ団グッズからなる売り上げを基にし、通常の支援金（カンパ）とは異なる形態をとっている。

## 組織

### スコップ団本部
宮城県仙台市
- 団長
  - 平了（たいらりょう）
- 副団長
  - 芳賀武志（はがたけし）
  - 菅野雄大（かんのゆうた）

### スコップ団支部
- スコップ団北海道
- スコップ団東京
- スコップ団千葉
- スコップ団静岡
- スコップ団関西
- スコップ団京都
- スコップ団岡山
- スコップ団九州

（青森　秋田　山形　福島　栃木　埼玉　神奈川　群馬　大阪　滋賀　福知山　広島　徳島）

## 活動
被災されたお宅のお片づけをお手伝いするスコップ団とともに、被災ペットを保護するdogwood（JASA）わんにゃん災害支援（現在も継続中）・子どもたちにお誕生日ケーキを無料で届けるSmile for birthday（2012.5.12終了）・遺体安置所にドライアイスを届ける支援（2011.6.30終了）など、スコップ団団長平了が関与する支援が同時に行われていた。

### 震災後～ドロカキ隊
東日本大震災（3月11日）の発生の後、平了（後のスコップ団団長）がすぐさま知人らを集め情報収集に乗り出す。避難所などの聞き取りや他から入ってくる情報から、行政の手の届かない支援を開始する。ガソリンが無かったことで動けない不自由さを解消するために、新潟までタンクローリーでガソリンを買い付けに行く（3月15～17日及び3月27日）。現在も続く活動であるdogwoodでの犬猫の受け入れを開始する（3月17日）。イルカ（スナメリ）保護などの活動（3月22日）もメディアにも取り上げられたことで全国的に支援の輪が広がり始める。
スコップ団の前身となる「ドロカキ隊」を結成、2日後の4月5日に「スコップ団」へ改名。

### 被災された地域のお片付けのお手伝い
2012年3月10日までの土日のほとんどを含む約100日が活動日であり、お片づけをお手伝いさせて頂いたお宅は300軒以上、参加した人数はのべ2500人までカウントされている。
亡くなった友人宅と畑のお掃除から『友達が困っているのを助けに行くことをボランティアとは言わない。』という考えに繋がり、地権者の「友人」として活動を続けた。
スコップ活動を行う際は、団長ブログや事務局ブログに掲示される集合日時と場所に従い、各自で集合。団長からの挨拶は、「今日は●軒、怪我のないように。」程度の指示があるが、活動作業そのものは各自の自主性と協調性に任せている。

#### スコップ団としての活動
- 2011年7月7日　スコップ団事務局ブログが開設
- 2011年7月20日　仙台市地下鉄車両内にスコップ団ポスターが貼りだされる。
- 2011年9月8日　スコップ団ジャパンとして全国でスコップ団の拠点を募集。
- 2011年10月15日仮設住宅でのマジックショー。
- 2011年10月22日「SCHOP-DAN EVENT vol.2～スコップ団はドロカキだけじゃねぇ！泉ヶ岳で馬と星！！～」にて子どもたちを無料で招待（協力：ビクセン (企業) ）
- 2011年10月27日　翌年2012年3月10日に花火を打ち上げると発表。翌日目標が2万発であると追加された。
- 2011年10月13日　団員の数がのべ1200人を超える。
- 2011年12月23日　大飲み会が開催され楽曲3月10日が発表される[8]。
- 2012年2月25日　一般のお宅のお手伝いを終了
- 2012年3月4日　最後の活動日→活動一時休止へ
- 2012年3月9日　一時解散式
- 2012年3月10日　鎮魂の花火「天国にぶっ放せ！！」
- 2012年3月11日　泉ヶ岳の清掃（たつ鳥あとを濁さず）・被災動物供養会

#### スコップ団プ

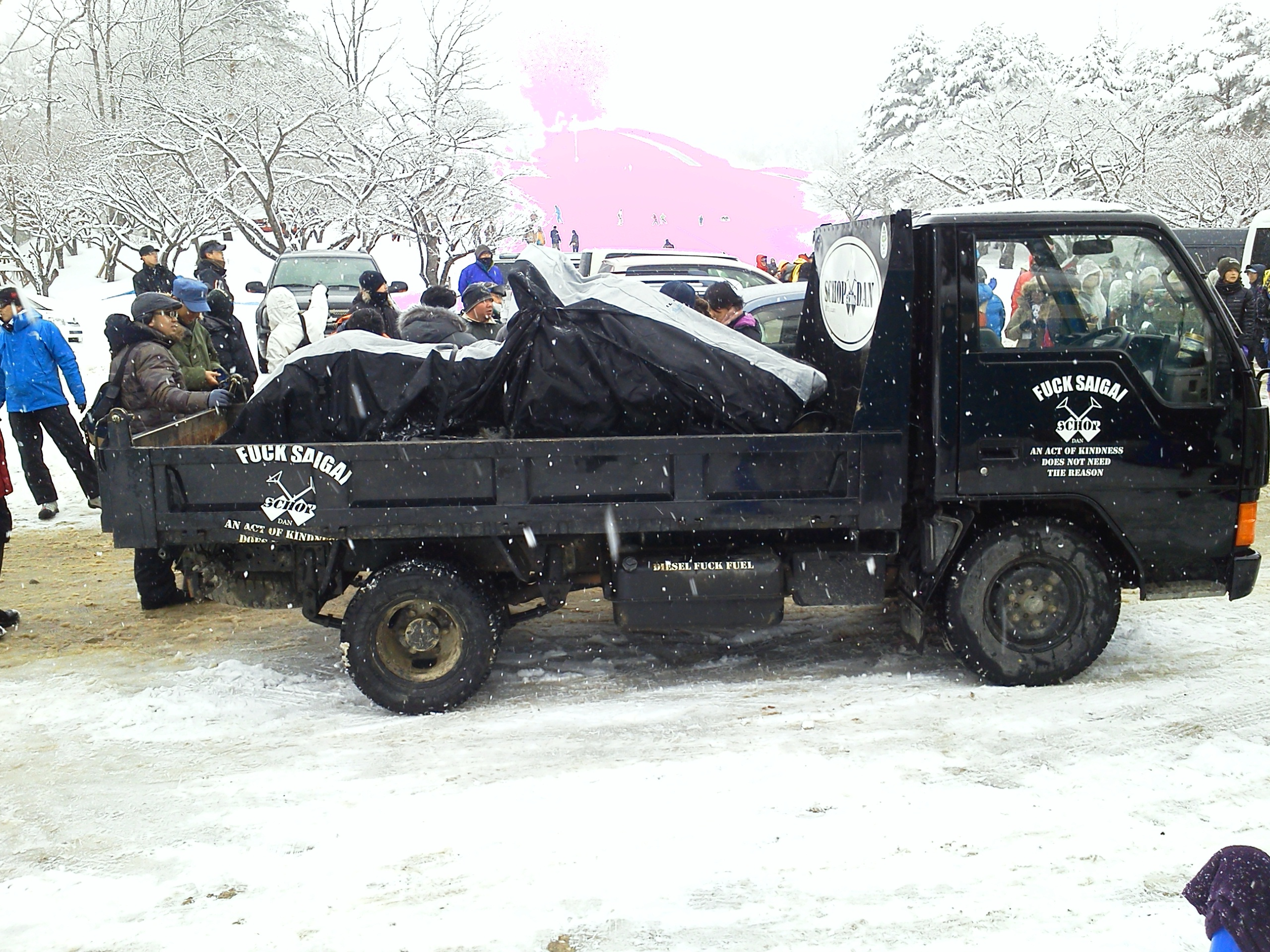
タートル号　2012年3月10日泉ヶ岳にて

レンタルダンプ返却に伴い6月17日にスコップ団のダンプ購入を決意（この頃はダンプと表記）、6月30日に購入を発表。7月12～14日大阪まで団プを引き取りに行きタートル号と命名する。故にナンバーが滋賀県であったが今は仙台ナンバーである。団プは水色から→白→黒と塗装されカッティングシートを貼られ7月30日に初お披露目された。

#### スコバス

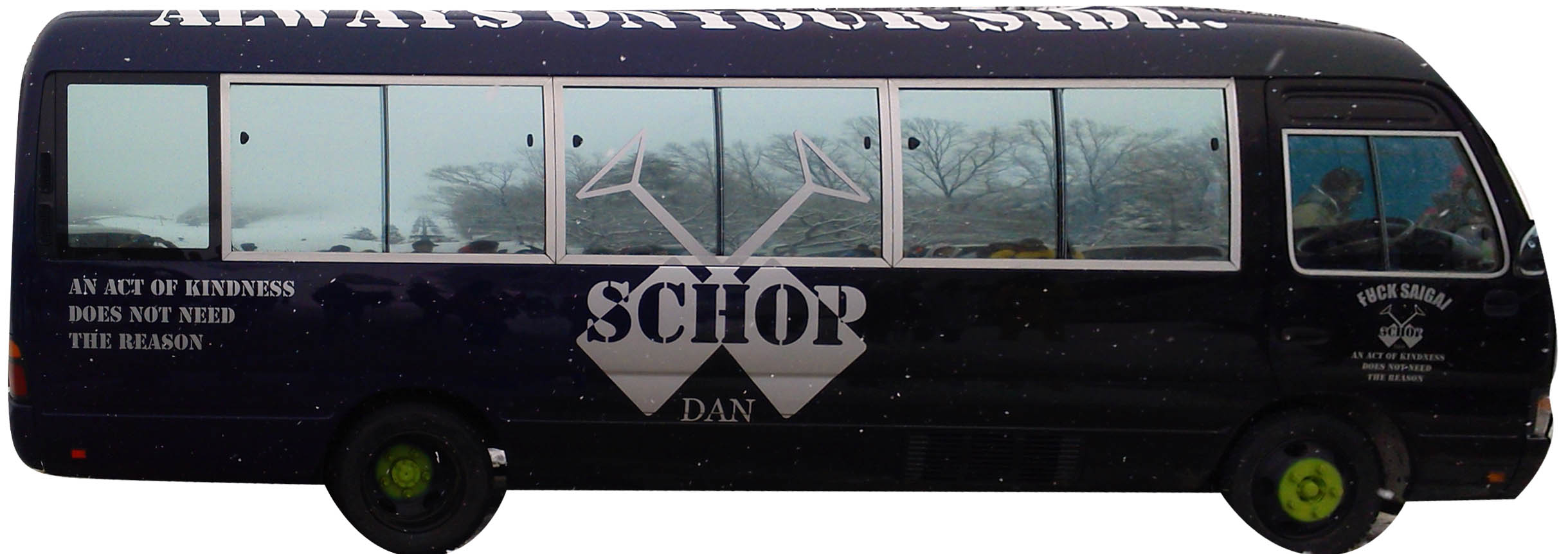
スタンバイ号

9人乗りのバスを購入。塗装を施し2012年3月10日「天国にぶっ放せ！」イベントに初お披露目。「スタンバイ号」と命名された。

### 鎮魂の花火
2012年3月10日宮城県の泉ヶ岳において、「天国にぶっ放せ！」と題し、宮城県・仙台市・山元町協賛の元東日本大震災における犠牲者（死亡者・行方不明者）数に合わせた2万発の鎮魂の花火を打ち上げた。
この様子は糸井重里事務所の協力によりUstreamで生中継され、現在も観ることができる。
震災の日（3月11日）ではなく3月10日に打ち上げを行ったのは、「3月10日は最後の特別な日でした。一番大切な人に『愛してる』と伝えられたはずの最後の日。二度と後悔を残さないと、誰もが心に誓った日の前日。イメージ通りに、雲の上に天国があるのなら、雲の上までぶっ放すしかない。【3月10日】がいつまでも続きますように。」との思いからである。
2012年1月17日　宮城県庁内の県政記者クラブの記者会見では糸井重里も同席し、花火を打ち上げる意味を伝えた。
2013年7月2日　第43回（平成24年度）仙台広告賞　新聞部門第1部（モノクロ）においてスコップ団鎮魂花火実行委員会の｢天国にぶっ放せ! 来場者規制告知｣が銀賞となった。これは｢当日、一般の方はご来場出来ません｣という告知の他に、｢お墓からでもお家からでも、大切な場所から、大切なお方と手を合わせてください｣と伝えたことで、強い拒絶、丁寧な説明、密かな願いという構成であり、情報伝達の先の奥の気持ちが深いと評価されたものである。

### 2012年3月11日までの関連活動
- 被災地にドライアイスを送ろう運動：全国からの募金を募りから被災地へドライアイスをお届け

遺体安置所でドライアイスが不足したことから4月12日にブログでドライアイスを募集（。大阪のドライアイス会社有限会社ユウキが支援口座を開設し基金として広げ、全国から仙台へ直送する仕組みが出来あがった。
2011年6月30日終了。
- Smile for birthday：津波被災者の子供の誕生日に無償でケーキを届けるプロジェクト。

4月19日に正式に始動が発表され、集められた支援により2012年5月12日までお誕生日のケーキを無料でお届けした。

### 2012年3月11日以降
津波被災地のスコップ活動は一時休止し、「スタンバイ」(STAND BYは、【頼りになる人、支持者、いつでも行動できるような態勢で待機すること。また、その状態。側にいる。】等の意。）状態である。スコップ団は一般財団法人となり、災害被災地などへの救援活動の資金面でのバックアップなどを行う予定である。

#### 様々な活動
- JASA[18]　泉ヶ岳高原牧場（ポニー・アルパカ・ミニブタ等）・被災ペット保護等
- 売上は出来る限り震災孤児へ寄付する新ブランド「ドロップキック」
- 九州北部豪雨のお手伝いでスコップ団九州（2012年7月16日～）と紙屋川氾濫地域・宇治市弥陀次郎川氾濫地域のお手伝いで京都関西（2012年7月21日～）が活動、2012年9月30日終了。
- 2013-3-27 元気復興！シルバーカラオケ大会！inサンプラザ大ホール
- 2013-7-13 瀬戸海の愛ランド[19] 海水浴場『マイビーチ鬼ヶ浜』プロジェクト マイビーチ鬼ヶ浜クリーン作戦に参加[20]
- 2013-8-3～　山口県萩豪雨災害お手伝い　スコップ団九州
- 2013-9-7～8 　越谷竜巻被害のお手伝い　スコップ団東京

## 講演
一般財団法人スコップ団の活動の中に学校等での講演が含まれており、学年単位などでも受け付けている。

## 関連活動

### JASA
一般社団法人日本動物支援協会

#### アニマルシェルター支援金
- JASAアニマルシェルター支援金　：被災によって飼えなくなったペットの保護。

（旧JASA（dogwood）わんにゃん災害支援）

避難所の片隅で飼い主と過ごしていたペットや、放浪していたペットを保護し、無料で預かり続けている。
一時期は約255匹を保護していた（全滞在数は2014年3月11日時点で466頭）が、帰宅または一時預かりや里親の協力により10匹ほど（2016年01月時点）になっている。ペット可仮設住宅からの転居でペットを飼えなくなる状況などもありお預かりから里親希望への変更も増え、長期的な支援が必要となっている。　

### DROP KICK
「当たり前のことが、いつか当たり前じゃなくなってしまう時が来る。それはとてもあっという間。急にかもしれない。」ということを宮城から伝えるブランド。基金を作り、売上の一部を子どもたちの震災の支援にまわすことで、平了なりのスコップを継続する。

### スコップ団ハート
スコップ団員ヨコシン(横山慎也)さんを中心に拡張型心筋症などの病と闘う子どもとその周りの方々を応援している。
寄附・支援・応援などを募ると同時に移植医療に関する講演会なども行っている。
ドリプラ☆東北魂2013　移植が未来の友達を救う ～スコップ団ハート～ - YouTube

#### 講演会
- 2013-01-05　ドリームプランプレゼンテーション東北魂2013
- 2013-02-04　塩竈市父母教師会連合会研修会
- 2013-8-25　新潟ドリームプランプレゼンテーション2013
- 2013-12-13　ドリームプランプレゼンテーション《ドリンピック》　全国ドリプラご当地自慢発表会東京ドームシティホール　シアターGロッソ

### ハチマキ
スコップ団団長平了がボーカルをつとめるロックをこよなく愛する人たちが、ライブを続けるために集まり誕生したバンド。

個性豊かなメンバーがライブをし続けることにトライしていく。

平了がスコップ団の講演会で子ども達に向かって、
「今日死んでも構わないつもりで生きようぜ！でも、ずっと永遠に生きるつもりで夢を見よう！」
と伝え続けるためにも、「社会での本気の出し方としてバンド活動を続ける」として2013年に仙台で結成された
。

#### メンバー
- Vocal:TAIRA
- Guitar:KONTA
- Guitar:TAKAHASHI
- Bass:SAITO
- keyboard:HONMA
- Drums:KISHIKAWA

### 青空応援団
様々な応援という心のやりとりが、この世を常に明るく、強くしていると考えて結成された社会人応援団

己に勝とうとする人にエールを送る

2014年7月2日（水）～7月6日（日）にパリ・ノールヴイルパント展示会会場で開催されるジャパン エキスポ（Japan Expo）に参加。
『てめぇのコトだけじゃなく、やれる範囲で人のコトも考える。その考えた結果、とにかく「応援する」のが一番だった。（中略）大志を抱き、遥か彼方に進むのだ。日本の男とは、なんかそんな優しさとか強さがあってこそじゃろう。』と演舞を終えて語っている。
- 青空応援団・団長の平了さん(35)。 - ウェイバックマシン　：日本テレビ　NEWS ZERO　ZEROhuman

## 関連人物
- 糸井重里 - 2012年3月10日鎮魂の花火を関し全面的にサポート[31][32]。
- 山本浩之ヤマヒロ：FNNスーパーニュースアンカーにてスコップ団を紹介するとともに平了との対談による講演会を行う[33][34]。
- 田島貴男：スコップ活動に赤いつなぎを着て数回参加[35][36]。
- サンドウィッチマン - Smile for birthdayの実行委員[37]。スコップ団に参加[38]。
- やまだひさし：著作「永遠に語り継ぎたい 3.11の素敵な話」、FM東京番組内、Twitterでスコップ団を紹介。3月10日鎮魂の花火に参加[39][40]。
- 毬谷友子 - 公演で募金を募る。チャリティグッズの売り上げをスコップ団へ寄付。